# Caulibugula occidentalis
Caulibugula occidentalis är en mossdjursart som först beskrevs av Robertson 1905.  Caulibugula occidentalis ingår i släktet Caulibugula och familjen Bugulidae. Inga underarter finns listade i Catalogue of Life.